# Neu-Schollene
Neu-Schollene, landläufig Neuschollene, ist ein Ortsteil der Gemeinde Schollene im Osten des Landkreises Stendal in Sachsen-Anhalt.

## Geografie
Neuschollene, heute ein kleiner Wohnplatz bestehend aus der Straße „Neu Schollene“, liegt auf einer schmalen Talsandterrasse am westlichen Rand der Havelaue am Fauna-Flora-Habitat-Gebiet „Untere Havel und Schollener See“, am „Neuschollener Graben“ sowie am „Waldteichgraben Neu-Schollene“.
Nachbarorte sind Karlstal und Ferchels im Westen, Schollene im Norden und im Osten Grütz im Land Brandenburg.

## Geschichte

### Neuzeit
Um das Jahr 1750 wurde Neuschollene als Kolonie angelegt. 1785 war Neu Scholläne ein Vorwerk, das der Frau von Werder zu Karow gehörte. Die Einwohner lebten auch von der Fischerei auf dem benachbarten See. 1842 war Neu-Schollehne ein zu Schollene gehöriges Rittergut zu dem die Schäferei Kaput gehörte, die südwestlich des Ortes an einer Waldlichtung lag. 1871 war Neu Schollehne ein Gutsbezirk, die Schäferei Caput gehörte zum Gutsbezirk Alt Schollehne. 1905 hieß der Wohnplatz Neuschollene, 1986 der Ortsteil Neu Schollene und bereits 2006 Neu-Schollene, so wie heute.
Martin Schiele übernahm 1896 das Rittergut von seinem Vater, der es von Udo von Alvensleben zu Schollene gepachtet hatte. Im Jahre 1898 wurde in Neuschollene eine Schnitterkaserne für die Saisonarbeiter aus Polen und Böhmen errichtet, die von März bis Oktober auf dem Gut arbeiteten. 1908 begann der Bau eines Gutshauses, Scheunen und Stallungen folgten. 1931 gab Schiele das gepachtete Gut an Jochen Anton von Alvensleben zurück.
1945 wurde das Gutshaus von Granaten getroffen und brannte nieder. Vom früheren Vorwerk steht heute noch eine Ziegelfachwerkscheune.
Bei der Bodenreform wurde das Gut erst aufgeteilt und später der LPG in Schollene zugeordnet. Sie betrieb bis 1988 eine Ferkel- und Sauenzucht in Neuschollene.

### Eingemeindungen
Der heutige Ortsteil Neu-Schollene, bestehend aus dem Wohnplatz Neuschollene, war früher ein geteilter Wohnplatz. Ein Teil gehörte zum Gutsbezirk Neu Schollene, ein anderer Teil zur Landgemeinde Schollene. Die beiden Gutsbezirke Neu Schollene und Alt Schollene wurden nach 1871 und vor 1901 zu einem Gutsbezirk Schollene zusammengelegt.
Am 30. September 1928 wurde der Gutsbezirk Schollene mit der Landgemeinde Schollene vereinigt.

### Einwohnerentwicklung
| Jahr | Einwohner |
| ---- | --------- |
| 1782 | [0]30     |
| 1817 | [00]42    |
| 1867 | 35        |
| 1871 | 30        |
| 1885 | [00]44    |
| 1895 | [00]65    |

| Jahr | Einwohner |
| ---- | --------- |
| 1905 | 32 und 43 |
| 2014 | [00]36    |
| 2017 | [00]33    |
| 2018 | [00]32    |
| 2019 | [00]29    |
| 2020 | [00]28    |

| Jahr | Einwohner |
| ---- | --------- |
| 2021 | [00]26    |
| 2022 | [0]25     |

Quellen: 1867 bis 1905 Unterlagen der Volkszählung

## Religion
Die evangelischen Christen aus Neuschollene sind eingepfarrt in die Kirchengemeinde Schollene, die früher zur Pfarrei Schollene gehörte. Sie werden heute betreut vom Pfarrbereich Schönhausen im Kirchenkreis Stendal im Propstsprengel Stendal-Magdeburg der Evangelischen Kirche in Mitteldeutschland.

## Verkehr
Der Ort ist über die Landstraße 18 mit dem nördlich gelegenen Schollene verbunden. Es verkehren Linienbusse und Rufbusse von stendalbus und Havelbus. Der Havelradweg führt durch den Ort.